# Carl Barus

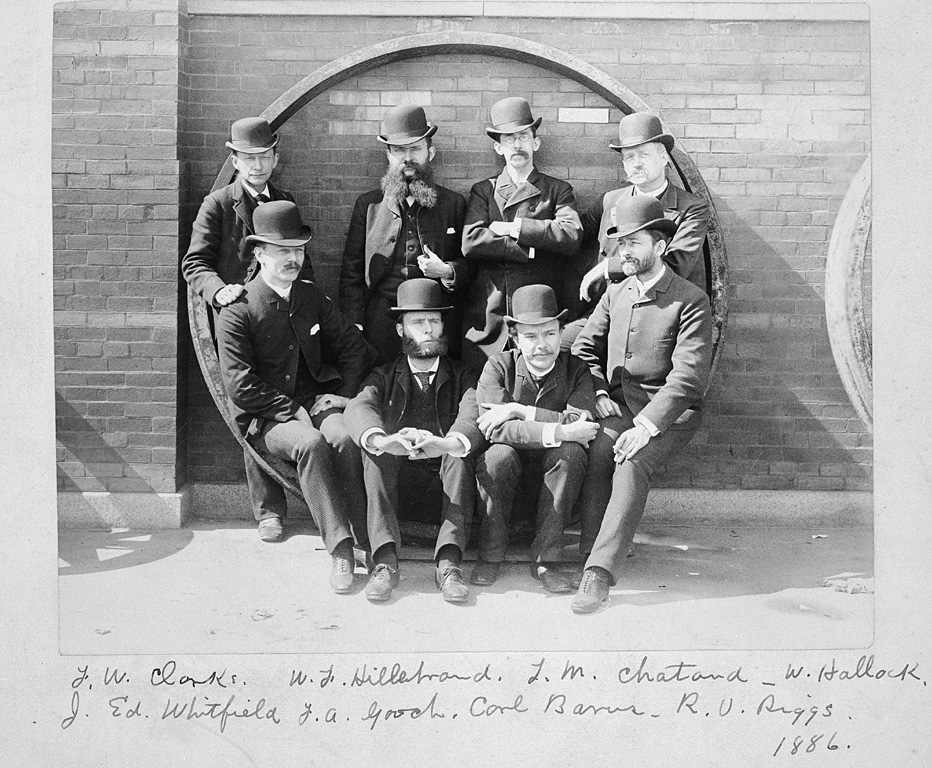
Carl Barus (vordere Reihe, 2. von rechts), 1886

Carl Barus (* 19. Februar 1856 in Cincinnati, USA; † 20. September 1935 in Providence, USA) war ein amerikanischer Physiker.

## Leben und Wirken
Barus wurde als Sohn deutscher Einwanderer (Musiker Carl Barus Senior und Sophie geb. Möllmann) geboren und ging auf die Woodward High School in Cincinnati, die er 1874 gemeinsam mit William Howard Taft abschloss. Nachdem er zwei Jahre lang Montanwissenschaften studiert hatte, zog er nach Würzburg, um Physik zu studieren. 1876 wurde er Mitglied der Burschenschaft Arminia Würzburg. 1879 promovierte er summa cum laude bei Friedrich Kohlrausch.
1887 heiratete er Annie Gertrude Howes, mit der er zwei Kinder bekam, Maxwell und Deborah. 1890 wurde Barus in die American Academy of Arts and Sciences gewählt, 1892 wurde er Mitglied der American Philosophical Society und der National Academy of Sciences.
1903 wurde er zum Dekan der Graduiertenabteilung der Brown University ernannt, die er von seinem Büro in Wilson Hall aus leitete. Dieses Amt hatte er bis zu seiner Pensionierung 1926 inne. Aufgrund seiner vielen Beiträge war die Abteilung bis dahin groß genug geworden, um eine eigene Schule innerhalb der Universität zu werden. 1905 wurde er korrespondierendes Mitglied der British Association for the Advancement of Science und Ehrenmitglied der Royal Institution of Great Britain. Im selben Jahr wurde er Mitglied des First International Congress of Radiology and Electricity in Brüssel. 1905 wurde er auch Mitglied der physikalisch-medizinischen Sozietät Erlangen und Präsident der American Physical Society. 1906 wurde er Mitglied im advisory board of physics der Carnegie Institution for Science in Washington, D.C.
Er war der Großonkel von Kurt Vonnegut.

## Ehrungen
- 1900: Rumford-Preis

## Veröffentlichungen (Auswahl)
- Die thermoelectrische Stellung und das electrische Leitungsvermögen des Stahls in ihrer Abhängigkeit von der Härtung. Dissertation Universität Würzburg 1879, Leipzig 1879.